# NGC 4840
NGC 4840 ist eine 13,7 mag helle Elliptische Galaxie vom Hubble-Typ E1 im Sternbild Haar der Berenike. Sie ist schätzungsweise 272 Millionen Lichtjahre von der Milchstraße entfernt und hat einen Durchmesser von etwa 60.000 Lj.
Das Objekt wurde am 11. April 1785 von Wilhelm Herschel mit einem 18,7–Zoll–Spiegelteleskop entdeckt, der sie dabei mit „F, pL“ beschrieb.